# Iglesia de Santa María de Sariegomuerto

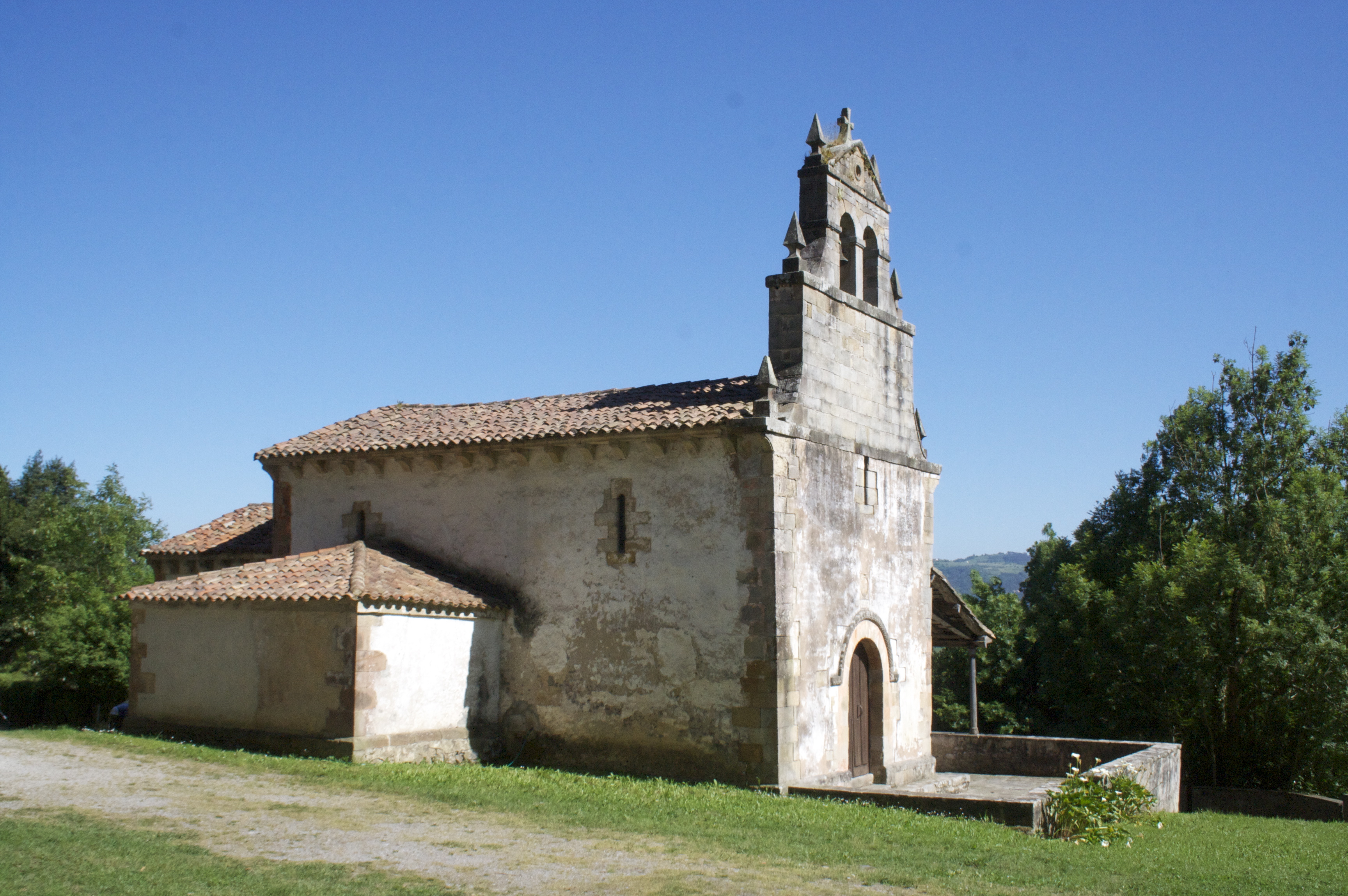
Iglesia de Santa María. Se aprecia la capilla adosada al flanco Norte.

La iglesia de Santa María de Sariegomuerto está situada en el concejo asturiano de Villaviciosa. Se trata de una iglesia del románico tardío, finales del siglo XII o principios del XIII, que fue destruida por un incendio durante la guerra civil.

## Historia

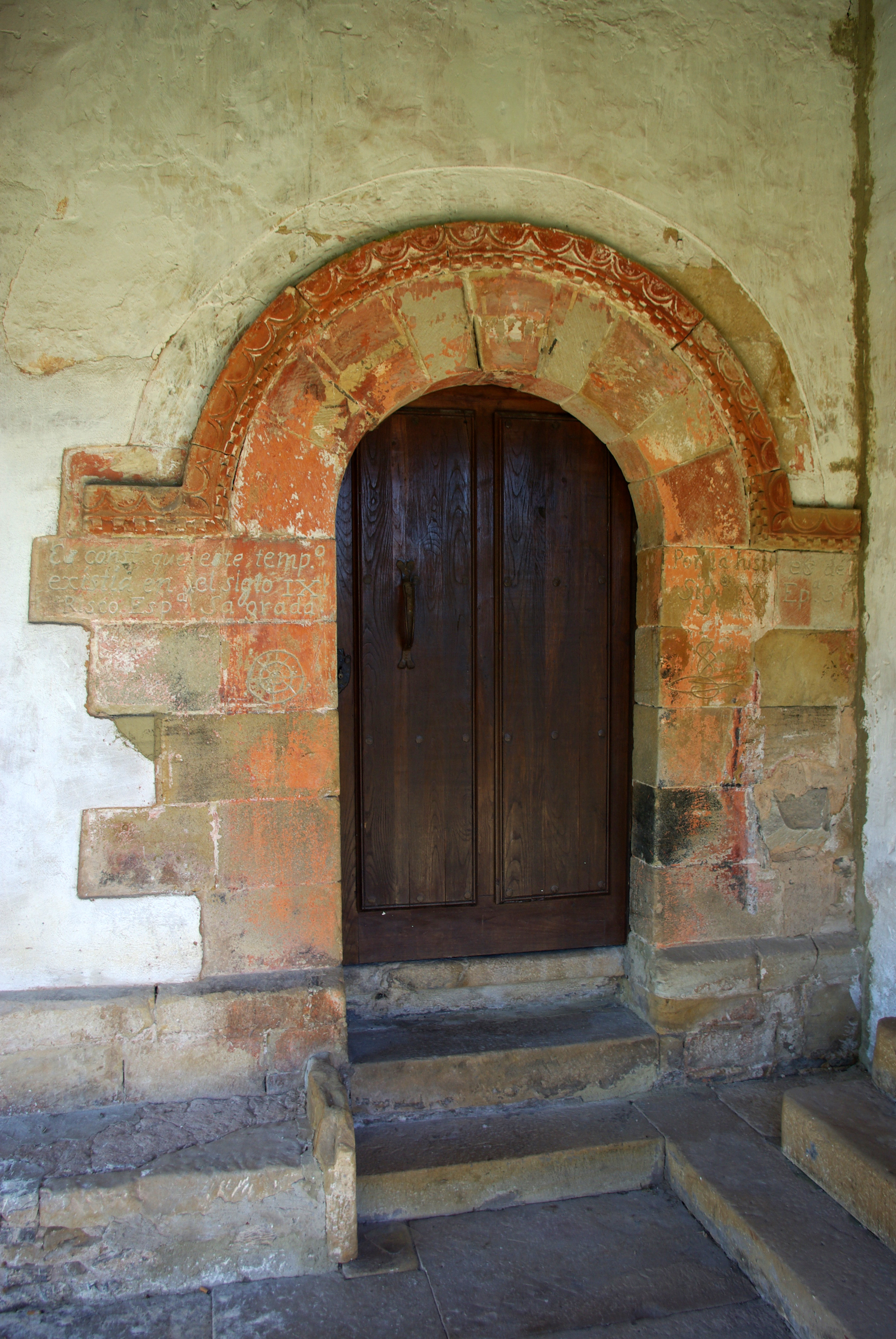
Portada lateral

La iglesia aparece mencionada en el documento de dación de Ordoño II a la catedral de Oviedo en el año 921,  si bien de aquel templo no ha llegado ningún resto o estructura hasta nuestros días. 
En el inventario elaborado por el obispo de Oviedo, Gutierre de Toledo, entre los años 1385 y 1386 la iglesia aparece como la principal de la diócesis de Villaviciosa.
El edificio actual muestra las distintas reformas y ampliaciones que fue sufriendo a lo largo del tiempo, como el pórtico añadido en el Sur y el desaparecido al Oeste, posiblemente Barrocos, la espadaña sobre el imafronte, la sacristía, al Sur, y la capilla del siglo XIX en el flanco Norte.
La iglesia fue declara Monumento Histórico Artístico en 1965.

## Arquitectura
La planta, orientada de este a oeste, es de dimensiones románicas. En el muro sur se adosó un pórtico cubierto cerrado con un murete bajo y techado a un agua, que protegía también la cabecera. El paramento se encuentra encalado y sólo se muestra la sillería en esquinas, ventanas, aleros, zócalo y portada.
Las tres puertas de la nave y cuatro de las ventanas de los muros Sur y Norte pertenecen a la factura original del templo románico. Las puertas poseen un guardapolvo o moldura, con dibujos de medio punto enfilados y un ajedrezado. Sobre la portada principal hay una cruz griega labrada en un sillar. Las otras dos puertas son más pequeñas. Una se sitúa en el muro meridional, bajo el pórtico, y la otra se abre en el septentrional y fue creada para dar acceso al cementerio; en la actualidad da acceso a la capilla del siglo XIX.

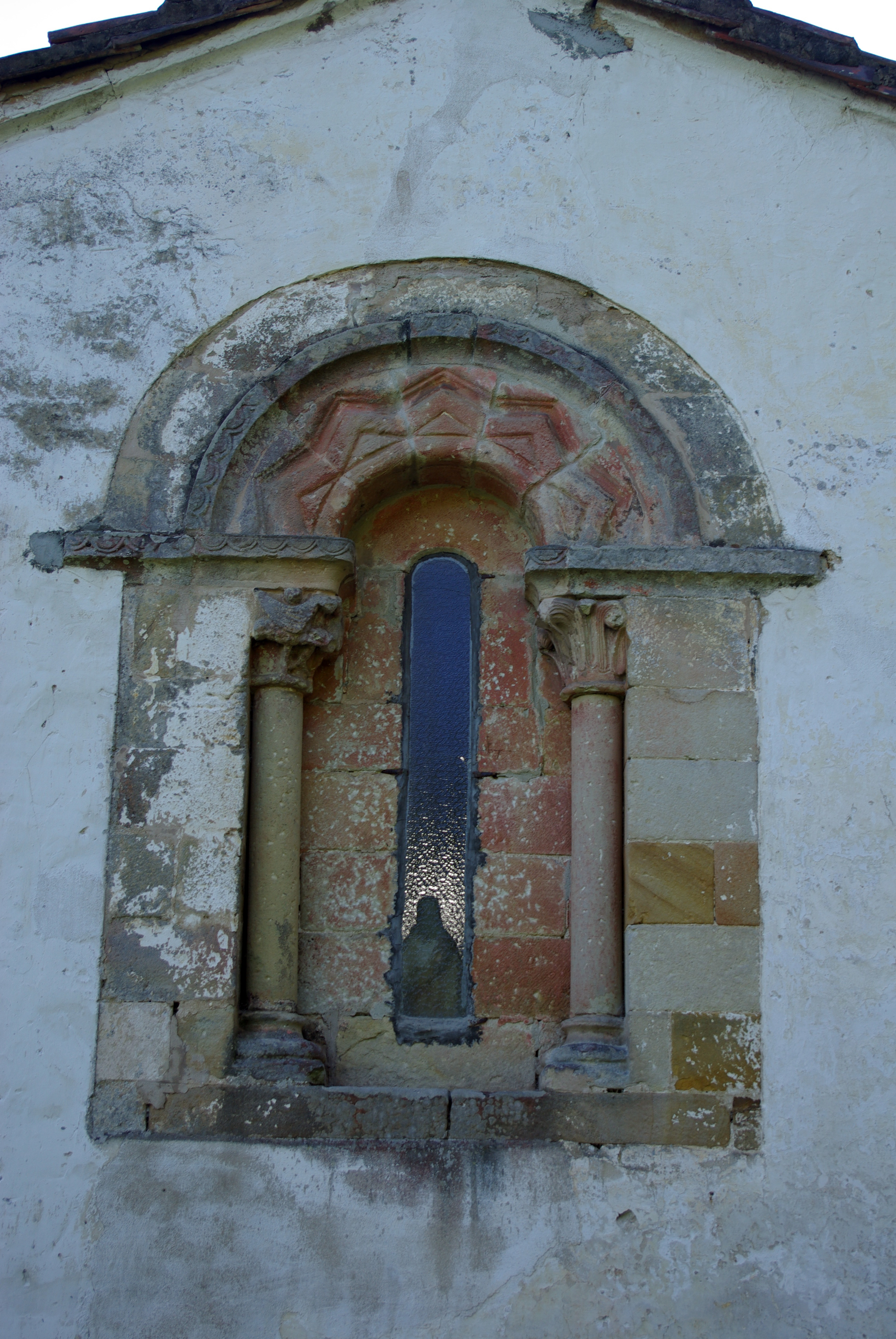
Ventana del testero

La ventana del testero está ornamentada con una arquivolta en zig-zag y un guardapolvo de medios círculos. A los lados hay dos columnas con capiteles de grandes hojas.
En el interior, el arco triunfal está compuesto por dos arquivoltas de medio punto y guardapolvo con círculos de medio punto. Se apoya en tres columnas a cada lado, con capiteles de decoración vegetal.
La techumbre de la nave es de madera a dos aguas, mientras que la de la cabecera es una bóveda de cañón encalada.

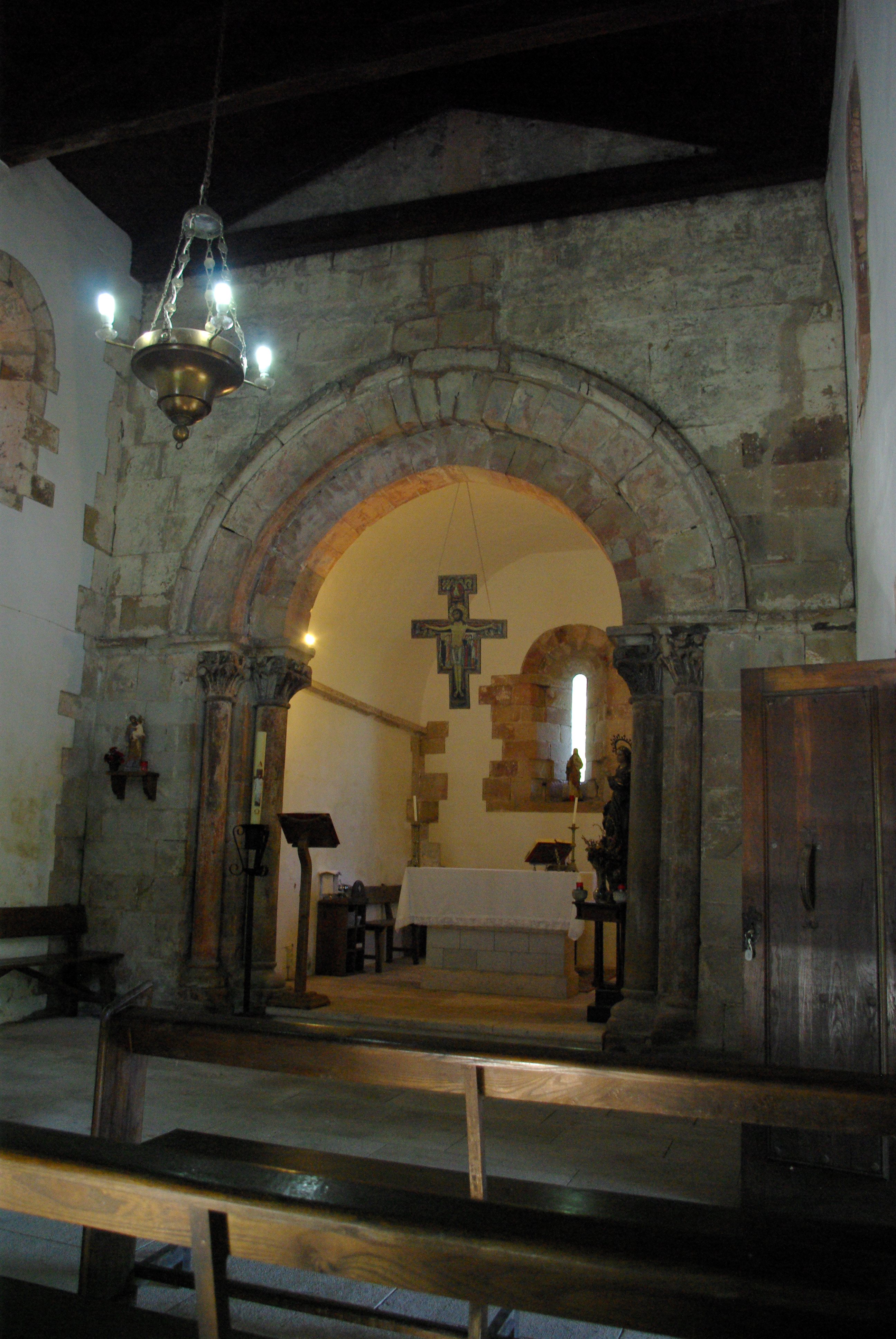
Arco triunfal en el interior

Aún se conserva policromía tanto en el exterior como en el interior, sobre todo de tonos rojizos.